# 颱風泰莎 (1993年)
颱風泰莎（英語：Typhoon Tasha，國際編號：9310，台灣編號：9311，中國大陸編號：9311，聯合颱風警報中心: 14W，菲律賓大氣地球物理和天文服務管理局：Rubing）是1993年太平洋颱風季第十一個獲命名的風暴，這個風暴於8月13日形成，到8月22日消散。泰莎掠過菲律賓北部的呂宋海峽後進入南中國海，令廣東沿岸、珠江口一帶、香港、澳門出現惡劣天氣。

## 氣象歷史
- 8月16日早上泰莎在馬尼拉以東的西北太平洋形成。
- 8月16日晚上，泰莎轉向西北方向移動，橫過呂宋海峽。
- 8月18日早上，泰莎增強為一般熱帶風暴。
- 8月18日下午，泰莎轉為西北偏西移動，並且進入南中國海。
- 8月19日下午，泰莎增強為強烈熱帶風暴，並且轉向西北移動。
- 8月19日黃昏，增強為颱風，當時泰莎的最高持續風速約為每小時120公里，最低中心氣壓則約為970百帕斯卡。
- 8月21日清晨，減弱為強烈熱帶風暴。
- 8月21日上午，泰莎減弱為熱帶風暴，並且移入廣東內陸。
- 8月21日晚上，泰莎減弱為低壓區。

## 影響

### 中國大陸
1993年8月21日，9309號台風在廣東省陽西縣沿海登陸，登陸時中心氣壓970百帕，近中心最大風速達33米／秒(風力12級)。受其影響，廣東沿海大部地區出現9—11級、局部12級大風；全省有14個縣市24小時降雨量在100毫米以上，其中電白縣羅坑水庫8小時降雨量達420毫米。台風影響期間正值大潮期，沿海最高潮位比正常潮位高1．5米左右，僅陽江市就有25個村莊、7000多人被潮水圍困。據不完全統計，全省有6個市、12個區縣、785萬人受災，受災農作物501萬畝，倒房5萬多間，損壞房屋42萬余間，魚蝦塘漫頂決口19萬畝，衝毀水利設施1萬多處，毀壞橋梁500多座，陽江、茂名等地有1百多家工礦企業被迫停産，刮斷樹木120多萬株，損壞漁船370多艘，死亡2人，傷206人。廣西東南部出現6—8級、陣風9—11級大風，中南部普降大雨到大暴雨，合浦、博白過程降雨量分別達447和360毫米。由于台風影響時風強雨猛，持續時間長，一些地區江河水分位暴漲，南流江、圭江、九洲江等水位均超過警戒線，合浦縣廉洲西門江水位高達6．37米，比歷史最高水位僅低7厘米。據不完全統計，在這次台風暴雨中，全區有19個縣市、510萬人受災，19萬人一度被洪水圍困，死亡15人。傷114人，倒房1萬多間，損壞房屋32萬多間，360多家企業受淹停産，淹死牲畜9000多頭，衝毀橋梁300多座，淹沒農田500多萬畝，水毀海河堤8000多處、其它水利設施6000多處。海南島中北部降了大雨到暴雨，其中儋縣2天降雨量達262毫米，北部沿海地區出現3—8級大風。由于暴雨比較集中，致使南渡江、文蘭江發生洪水，一些城鎮、農田被淹。據不完全統計，全省有78萬人受災，4萬多人一度被洪水包圍，9人死亡，農作物受淹面積188萬畝，倒損房屋4000多間。

### 英屬香港
- 當地懸掛最高風球信號： 八號東南烈風或暴風信號
- 最接近當地時間：1993年8月20日傍晚6時[1]
- 最接近當地位置：香港之西南偏南約220公里

天文台在8月18日下午4時15分懸掛一號戒備信號，當時泰莎位於香港東南偏東約640公里。本港天晴炎熱，但泰莎的外圍下沉氣流亦帶來較為乾燥的天氣。天文台於8月19日早上10時45分改掛三號強風信號隨著泰莎繼續向西移近華南沿岸，當時泰莎集結於在香港之東南約380公里，當日下午東北風逐漸增強及有驟雨。翌日，泰莎轉向西北方向移動，逐漸接近香港，並且於下午增強強烈熱帶風暴，風力顯著增強。天文台在當日下午4時改掛八號東南烈風或暴風信號，當時泰莎位於香港西南偏南約230公里。改掛八號烈風或暴風信號後交通出現大混亂。其後離岸及高地持續受泰莎的東至東南烈風吹襲，泰莎其後增強為颱風級別，當時，泰莎的最高持續風速約為每小時120公里，最低中心氣壓則約為970百帕斯卡。泰莎在傍晚6時左右最接近香港，位於香港之西南偏南約220公里掠過。天文台在當時錄得最低海平面氣壓為995.4百帕斯卡。隨著泰莎在午夜時分開始減弱，香港風力亦開始減弱。天文台於8月21日凌晨12時30分改掛三號強風信號，當時泰莎集結於香港之西南偏西約240公里。不過，本港普遍風力維持強勁，長洲在上午1時更錄得一小時平均風力達烈風程度。在改懸三號強風信號後兩小時，本港風力開始普遍下降。泰莎在早上於香港以西約350公里處登陸，天文台在早上9時40分除下所有熱帶氣旋警告。8月21日仍然有驟雨，到了翌日天氣明顯好轉。
風暴吹襲期間，一艘馬來西亞貨輪在8月21日上午於香港東南約658公里處遇上暴風，船上所有21名船員由兩艘附近的船隻營救。 在香港，泰莎影響期間，本地有35人受傷。部分地區收到樹木和招牌倒塌的報告。而香港仔，中環，九龍城及荃灣亦有棚架倒塌。而海上及空中交通一度中斷。 在港島，薄扶林道發生山泥傾瀉，影響附近的交通。來往葵涌貨櫃碼頭的道路一度有3000輛貨櫃車等待交收。而一艘載有超過600名乘客的大嶼山輪渡在未能在梅窩停泊後在坪洲擱淺。

### 葡屬澳門
當地懸掛之最高熱帶氣旋信號： 八號東北風球 /  八號東南風球
泰莎於8月18日進入南中國海並且進入澳門800公里警戒範圍，地球物理暨氣象局於下午5時懸掛一號風球。隨著泰莎逐步接近，地球物理暨氣象局於8月19日下午2時30分改掛三號風球，8月20日下午1時30分改掛八號東北風球，其後泰莎增強至最高的颱風級別，亦開始移向澳門西南方，澳門風向由東北轉為東南風，澳門氣象局於傍晚6時30分由八號東北風球改掛為八號東南風球維持了9小時半後，到8月21日清晨4時改掛三號風球，風力逐漸減弱，到早上10時半所有風球取消。
風暴吹襲期間，部分低窪地區被水淹沒，46戶家庭共有215人須要撤離，部分大橋亦一度禁止通行。

## 熱帶氣旋警告使用紀錄

### 英屬香港
| 皇家香港天文台 熱帶氣旋警告信號 | 皇家香港天文台 熱帶氣旋警告信號 | 皇家香港天文台 熱帶氣旋警告信號 |
| ------------------------------- | ------------------------------- | ------------------------------- |
| 上一熱帶氣旋                    | 一號戒備信號                    | 下一熱帶氣旋                    |
| 強烈熱帶風暴路易斯              | 一號戒備信號                    | 熱帶風暴溫諾娜                  |
| 颱風高蓮                        | 三號強風信號                    | 強烈熱帶風暴貝姬                |
| 颱風高蓮                        | 八號東南烈風或暴風信號          | 強烈熱帶風暴貝姬                |
| 颱風高蓮                        | 八號烈風或暴風信號              | 強烈熱帶風暴貝姬                |

### 葡屬澳門
| 地球物理暨氣象台 熱帶氣旋信號 | 地球物理暨氣象台 熱帶氣旋信號 | 地球物理暨氣象台 熱帶氣旋信號 |
| ----------------------------- | ----------------------------- | ----------------------------- |
| 上一熱帶氣旋                  | 一號風球                      | 下一熱帶氣旋                  |
| 強烈熱帶風暴路易斯            | 一號風球                      | 颱風貝姬                      |
| 颱風高蓮                      | 三號風球                      | 颱風貝姬                      |
| 颱風高蓮                      | 八號東北風球                  | 颱風貝姬                      |
| 颱風高蓮                      | 八號東南風球                  | 颱風貝姬                      |
| 颱風高蓮                      | 八號風球                      | 颱風貝姬                      |

## 外部連結
- （英文）https://web.archive.org/web/20090826230250/http://metocph.nmci.navy.mil/jtwc.php 聯合颱風警報中心首頁
- （繁體中文）http://www.cwb.gov.tw （页面存档备份，存于） 中央氣象局首頁
- （日語）http://www.jma.go.jp/jma/index.html （页面存档备份，存于） 日本氣象廳首頁
- （英文）http://www.pagasa.dost.gov.ph/ （页面存档备份，存于） 菲律賓大氣地球物理和天文管理局首頁
- （繁體中文）http://www.hko.gov.hk （页面存档备份，存于） 香港天文台首頁
- （繁體中文）http://www.smg.gov.mo （页面存档备份，存于） 澳門地球物理暨氣象局首頁